# Pennsylvania Lawn Tennis Championship 1971
Il Pennsylvania Lawn Tennis Championship 1971 è stato un torneo di tennis giocato sul erba. È stata la 17ª edizione del torneo, che fa parte del Pepsi-Cola Grand Prix 1971 e del Women's International Grand Prix 1971. Il torneo maschile si è giocato 16 al 22 agosto 1971 a Merion negli USA.

## Campioni

### Singolare maschile
Clark Graebner ha battuto in finale  Dick Stockton con il punteggio di 6–2, 6–4, 6–7, 7–5

### Doppio maschile
Clark Graebner /  Jim Osborne hanno battuto in finale  Robert McKinley /  Dick Stockton con il punteggio di 7–6, 6–3

### Singolare femminile
Eliza Pande ha battuto in finale  Lesley Turner Bowrey con il punteggio di 0–6 6–2 6–3

### Doppio femminile
Lesley Turner Bowrey /  Helen Gourlay-Cawley hanno battuto in finale  Laura DuPont /  Marjorie Gengler con il punteggio di 5–7 6–1 6–1